# José Pasqualetti
José Pasqualetti (Bastia, 27 september 1956) is een voormalig voetballer uit Frankrijk, die speelde als aanvaller en onder meer uitkwam voor Olympique Lyon, AS Béziers en SC Bastia. Na zijn actieve loopbaan stapte Pantaloni het trainersvak in. Hij had onder meer AC Ajaccio, CS Sedan en FC Istres onder zijn hoede. 